# مجموعة سعودي
مجموعة سعودى هي شركة مصرية لتصنيع السيارات تأسست عام 1975 ومقرها الرئيسي الحالي في القاهرة .
بدأت الشركة عملها مع مودرن موتوز ش.م.م. المتخصصة في تصنيع سيارات نيسان . من عام 1997 إلى عام 1999 ، كان مصنع إنتاج مودرن موتورز أول شركة منتجة لسيارات BMW في مصر ، يليها مشروع ACVA المشترك.
في عام 1981 ، أسست الشركة شركتها الثانية المسماة شركة المشرق ، وأصبحت تسمى الآن مجموعة المشرق هي المستورد للسيارات لسيارات الماركات الإيطالية فيات وألفا روميو .
تم افتتاح مصنع التجميع الثالث في عام 1988. يقع المصنع في مدينة السادس من أكتوبر وهو متخصص في تصنيع سيارات سوزوكي ولادا .

## روابط خارجية
- الموقع الرسمي لمجموعة سعودى